# 퍼시픽 서프라이너
퍼시픽 서프라이너(영어: Pacific Surfliner)는 미국 캘리포니아주 샌루이스오비스포 샌루이스오비스포 역에서 캘리포니아주 샌디에이고 유니언 역까지 운행되는 장거리 열차이다.

## 역사 및 현황
1990년대 중반 로스앤젤레스에 증가하는 교통량을 해결하기 위해 당시 철로를 관리하고 있던 암트랙이 자금을 지원하고 캘리포니아주 교통국에서 계획을 세우게 되면서 시작했다. 당시 샌디에이고 코스터와 메트로링크가 운행 했지만 샌디에이고에서 로스앤젤레스를 잇는 통근열차가 존재하지 않았다.
이후 캘리포니아주 교통국과 암트랙이 장거리 통근열차 운행을 계획했고 당초 로스앤젤레스 유니언 역까지 운행하려고 했지만 산타바바라, 벤추라, 그로버비치, 샌루이스오비스포에서 반응이 좋으면서 로스앤젤레스까지 운행하려고 했던 이 열차는 샌루이스오비스포까지 최종 확정하게 되었다.
2000년 6월 1일에 개통한 열차로 전 구간 완행 시 7시간 소요되는 반면 로스앤젤레스에서 샌디에이고의 경우 3시간이 소요된다.
알스톰에서 암트랙 서프라이너를 도입했으며 2002년까지 도입했다.

## 운행 노선

암트랙 캘리포니아 퍼시픽 서프라이너 노선도 (interactive map)

## 사진

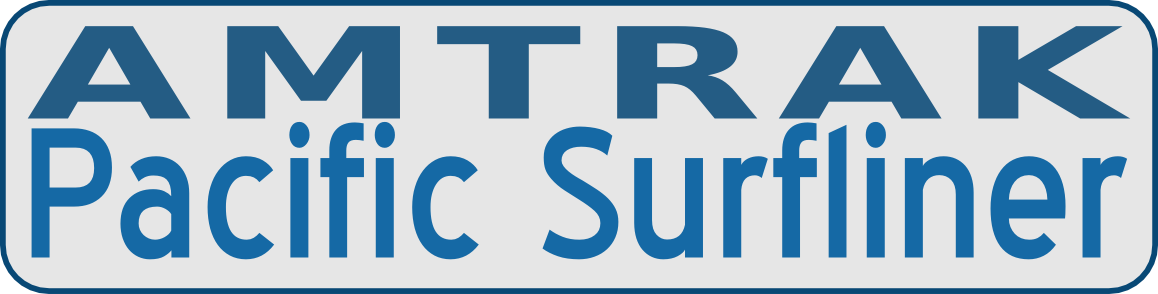
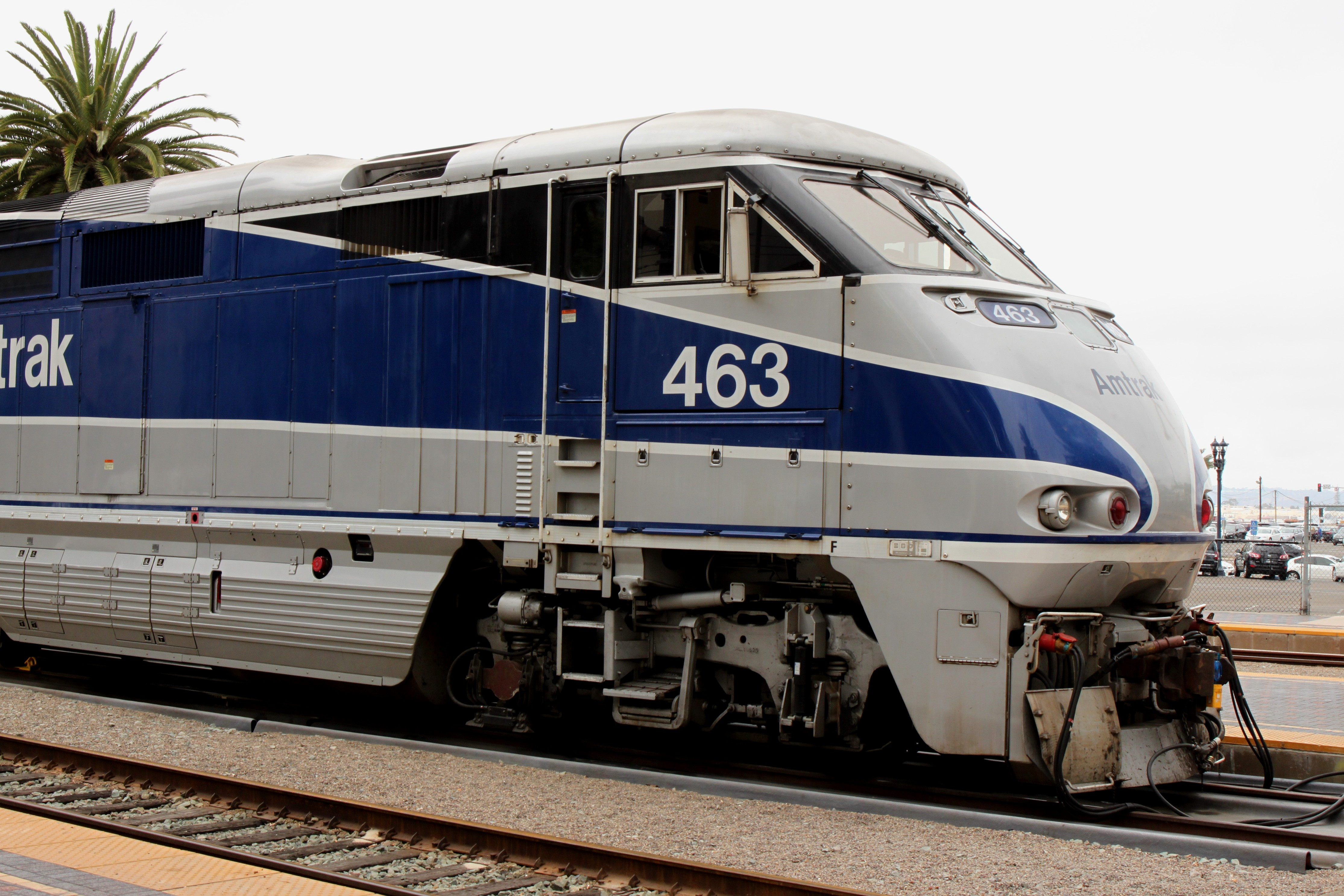
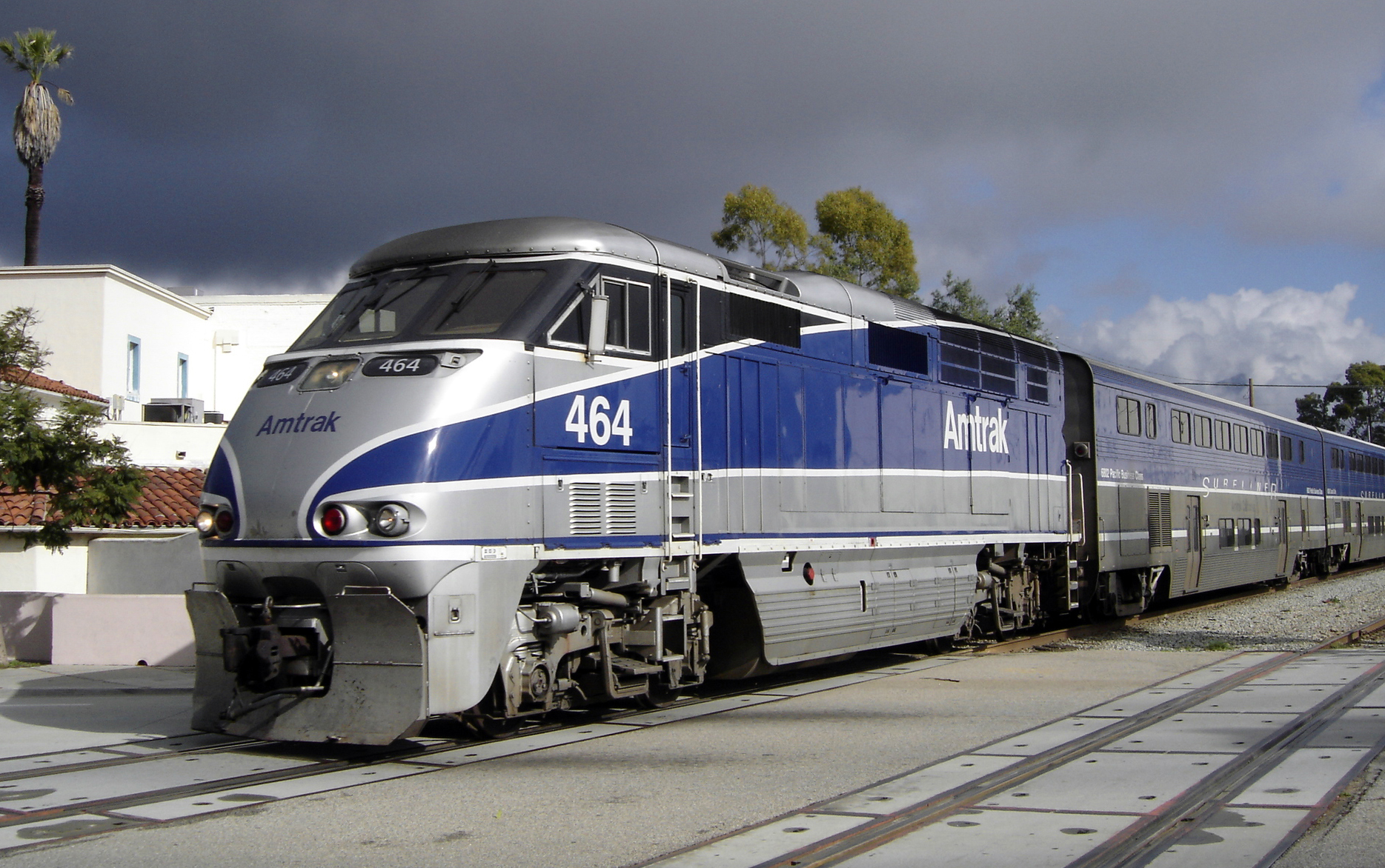
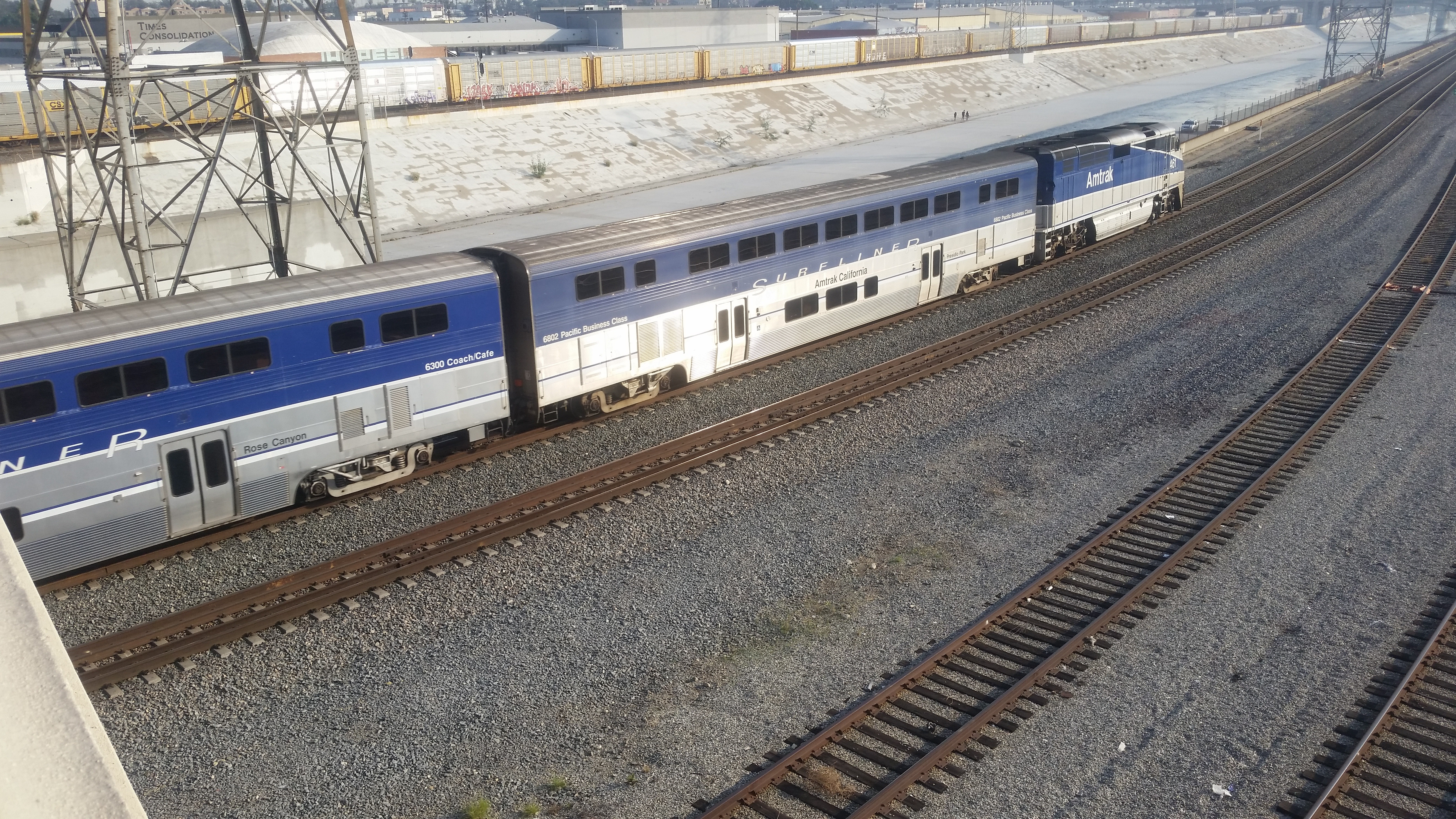
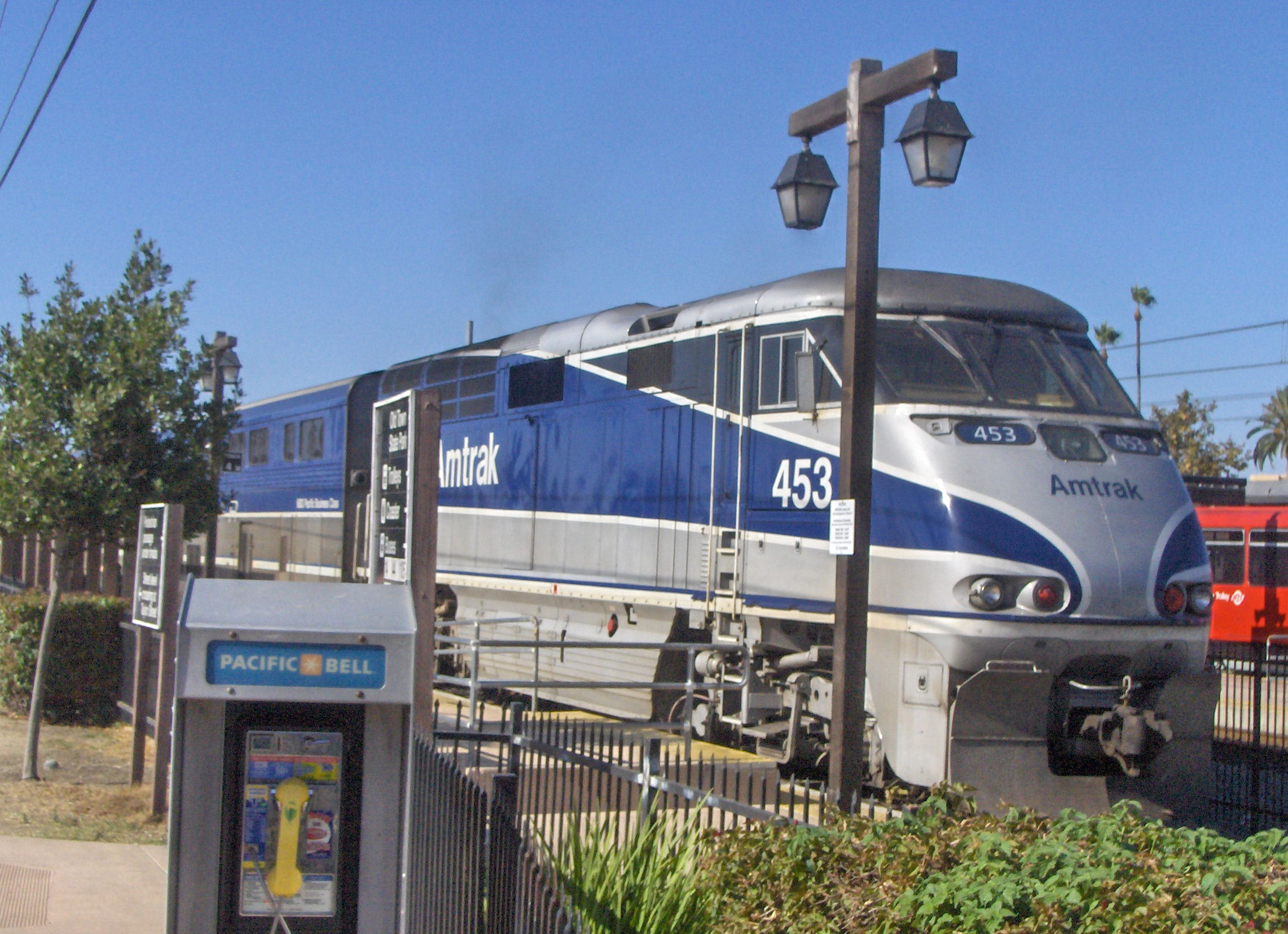
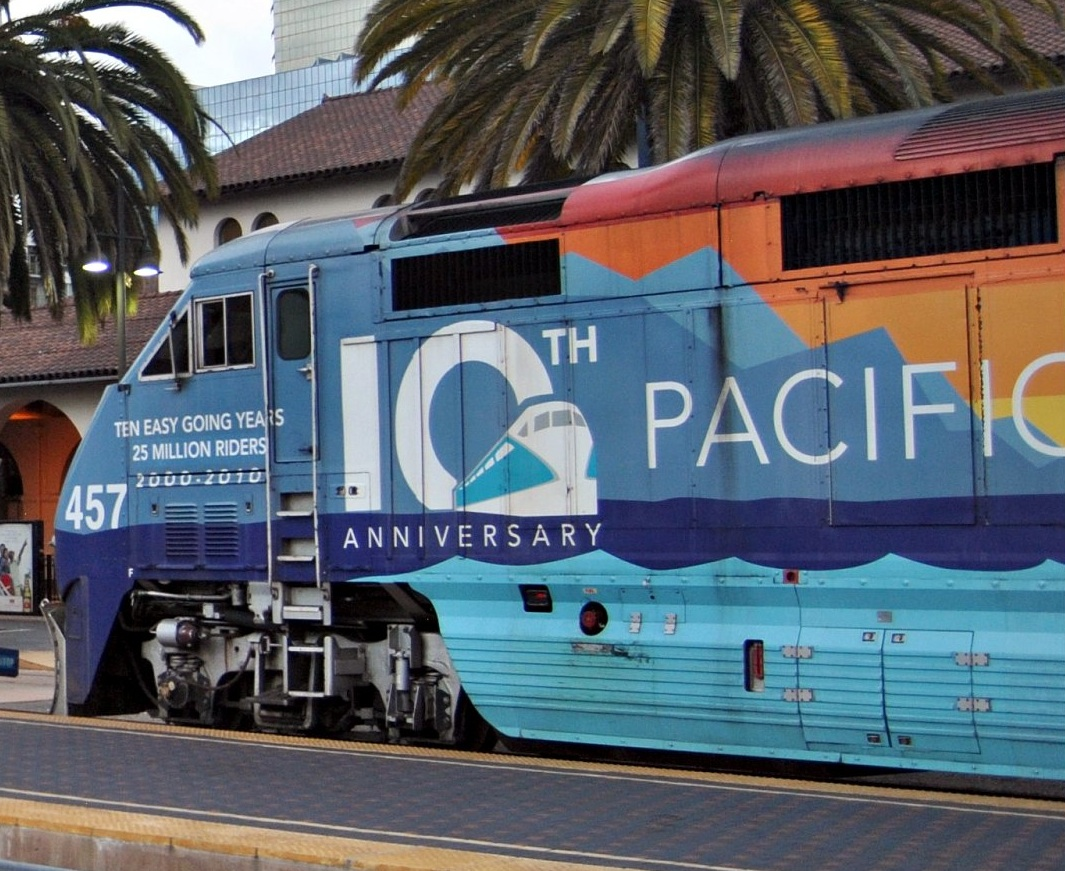